# André Thorent
Pour l’article ayant un titre homophone, voir André Torrent.
André Thorent, né le 28 mai 1922 à Salies-du-Salat (Haute-Garonne) et mort le 27 mars 2015 à Montreuil (Seine-Saint-Denis), est un acteur français.

## Biographie

### Carrière
André Thorent commence sa carrière dans les années 1950 et apparaît dans plus de 100 films et téléfilms, ainsi qu'au théâtre.
Dès sa création en 1945, il est membre permanent de la compagnie le Grenier de Toulouse, dirigée par Maurice Sarrazin, devenue centre dramatique national du Sud-Ouest en 1949, avant de partir mener une carrière au théâtre et au cinéma à Paris.
Au cinéma, il est un second rôle récurrent.

### Vie privée et mort

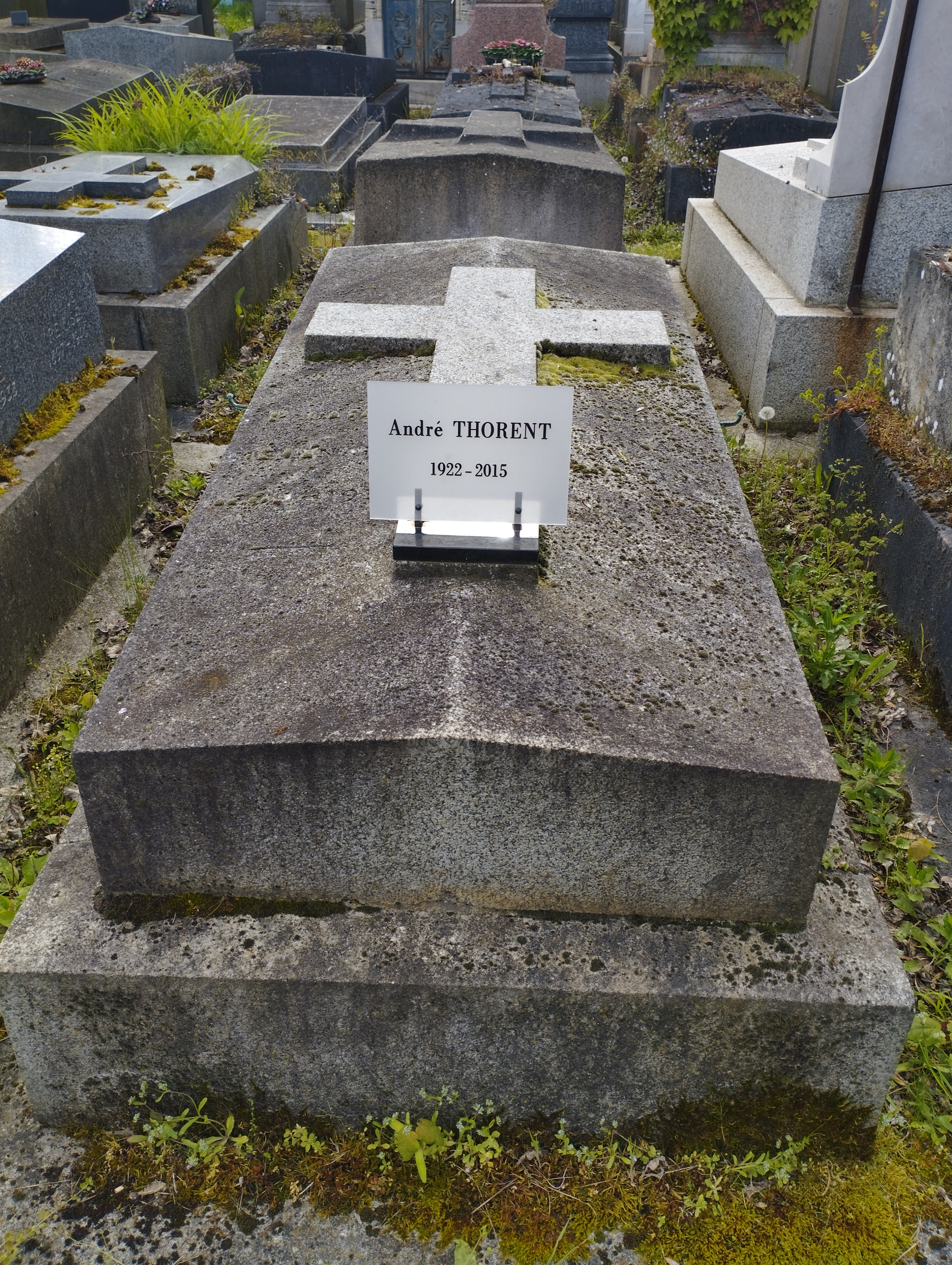
Tombe d'André Thorent au cimetière du Père-Lachaise (division 93).

Il a été le compagnon de Simone Turck, cofondatrice comme lui du Grenier de Toulouse, puis pendant 40 ans, jusqu'à la fin de sa vie en 2012, de la comédienne Monique Mélinand.
Il meurt à l'âge de 92 ans le 27 mars 2015 à Montreuil (Seine-Saint-Denis),, et est inhumé au cimetière du Père-Lachaise (division 93), dans le même caveau que le philosophe Camille Mélinand.

## Filmographie partielle

### Cinéma
- 1958 : Paris nous appartient de Jacques Rivette
- 1958 : Julie la Rousse de Claude Boissol : José, un ami de Julie
- 1958 : Sois belle et tais-toi de Marc Allégret : le commissaire
- 1959 : La Tête contre les murs de Georges Franju
- 1965 : La Métamorphose des cloportes de Pierre Granier-Deferre : un client du cabaret
- 1965 : La Vieille Dame indigne de René Allio : Dufour
- 1967 : Le Désordre à vingt ans de Jacques Baratier : lui-même
- 1967 : Le Samouraï de Jean-Pierre Melville : policier / homme au volant du taxi
- 1969 : Le Clan des Siciliens de Henri Verneuil : Bourdier
- 1970 : Le Pistonné de Claude Berri : le commandant
- 1971 : L'Escadron Volapük de René Gilson
- 1971 : On n'arrête pas le printemps de René Gilson
- 1973 : Décembre de Mohammed Lakhdar-Hamina : le général Michon
- 1973 : Je sais rien, mais je dirai tout de Pierre Richard : oncle Jean
- 1974 : Les Guichets du Louvre de Michel Mitrani
- 1974 : Un nuage entre les dents de Marco Pico : le commissaire-bijouterie
- 1975 : La Brigade de René Gilson : l'avocat général Drussaens
- 1975 : La Rage au poing de Éric Le Hung : le commissaire
- 1976 : Le Corps de mon ennemi de Henri Verneuil : le directeur de la prison
- 1978 : Préparez vos mouchoirs de Bertrand Blier : le professeur
- 1980 : Cauchemar de Noël Simsolo : Ugo
- 1982 : Paradis pour tous de Alain Jessua : M. Borne
- 1983 : J'ai épousé une ombre de Robin Davis : le médecin
- 1986 : Twist again à Moscou de Jean-Marie Poiré : Fedor
- 1986 : L'État de grâce de Jacques Rouffio : Florian
- 1989 : Kinski Paganini de Klaus Kinski : Galvano
- 1991 : Madame Bovary de Claude Chabrol : Dr Canivet
- 1993 : Le Tronc de Bernard Faroux et Karl Zéro : le colonel
- 1993 : Pétain de Jean Marbœuf : Weygand
- 1999 : La Maladie de Sachs de Michel Deville : M. Guénot
- 2001 : Mercredi, folle journée ! de Pascal Thomas : le directeur de l'agence
- 2003 : À la petite semaine de Sam Karmann : Lucien
- 2004 : San-Antonio de Frédéric Auburtin : Célestin-Marie Chapon
- 2005 : Mon petit doigt m'a dit... de Pascal Thomas : le curé

### Télévision
- 1959 : En votre âme et conscience, épisode : L'Affaire Steinheil de Jean Prat
- 1961 : Les Perses, téléfilm, adapt. par Jean Prat : un choreute
- 1962 : L'inspecteur Leclerc enquête d'André Michel, épisode : Le saut périlleux (TV)
- 1964 : La Terreur et la Vertu : Danton - Robespierre de Stellio Lorenzi : Bertrand Barère
- 1966 : Rouletabille - épisode Rouletabille chez le Tsar (série télévisée) : Gounowsky
- 1966 - 1970 : Allô Police - 36 épisodes (série télévisée) : le commissaire adjoint et officier de police Roger Francin
- 1969 à 1978 : Au théâtre ce soir - les pièces :
  - Les Coucous de Michel Modo (1978) : le gardien
  - Appelez-moi maître de Gabriel Arout et Renée Arout (1977) : M. Frise
  - Edmée de P.A. Breal (1974) : Pelure
  - Fric-Frac d'Édouard Bourdet (1971) : Fernand
  - L'Amour des 4 colonels de Peter Ustinov (1969) : Ikonenko
- 1971 : Face aux Lancaster, série TV : l'avocat
- 1971 : Schulmeister, l'espion de l'empereur, (épisode 7 : Un village sans importance) : le général Mack
- 1973 : Le Noctambule, téléfilm de Philippe Arnal
- 1973 : Les Nouvelles Aventures de Vidocq, épisode Les Assassins de l'Empereur de Marcel Bluwal
- 1973 : La Ligne de démarcation - épisode 11 : François : François
- 1975 : Pilotes de courses, série télévisée de Robert Guez : le commanditaire
- 1977 : Les Enquêtes du commissaire Maigret, épisode : Au rendez-vous des Terre-Neuvas de Jean-Paul Sassy
- 1978 : Gaston Phébus (mini-série) : l'abbé d'Aïre
- 1978 : Les Brigades du Tigre de Victor Vicas, épisode : Le village maudit
- 1978 : Émile Zola ou la Conscience humaine, téléfilm en 4 parties de Stellio Lorenzi : Allemane
- 1980 : Messieurs les jurés, L'Affaire Vico de Jean-Marie Coldefy
- 1980 : La Traque, mini-série de Philippe Lefebvre : Artois
- 1998 : L'Instit, épisode 5x04, À quoi ça sert d'apprendre ? de José Pinheiro : Charles Coste
- 2007 : Une histoire à ma fille, téléfilm de Chantal Picault : Paul
- 2011 : Le Roi, l'Écureuil et la Couleuvre, téléfilm de Laurent Heynemann : Pierre Séguier

## Théâtre
- 1945-1960 : membre permanent de la compagnie Le Grenier de Toulouse, il joue dans tous les spectacles mis en scène par Maurice Sarrazin
- 1965 : Le Goûter des généraux, pièce mise en scène par François Maistre au théâtre de la Gaîté-Montparnasse à Paris
- 1971 : Dumas le magnifique, pièce mise en scène par Julien Bertheau au théâtre du Palais-Royal à Paris
- 1973 : Ce formidable bordel !, pièce mise en scène par Jacques Mauclair au théâtre Moderne à Paris
- 1975 : L'Homme aux valises, pièce mise en scène par Jacques Mauclair au théâtre de l'Atelier à Paris
- 2010 : Douze Hommes en colère, pièce mise en scène par Stéphan Meldegg au théâtre de Paris